# Ergotimo
Ergotimo, noto anche col nome di Ergotimos (in greco antico: ᾿Εργότιμος?; fl. VI secolo a.C.), è stato il proprietario di una fabbrica di vasi attici.

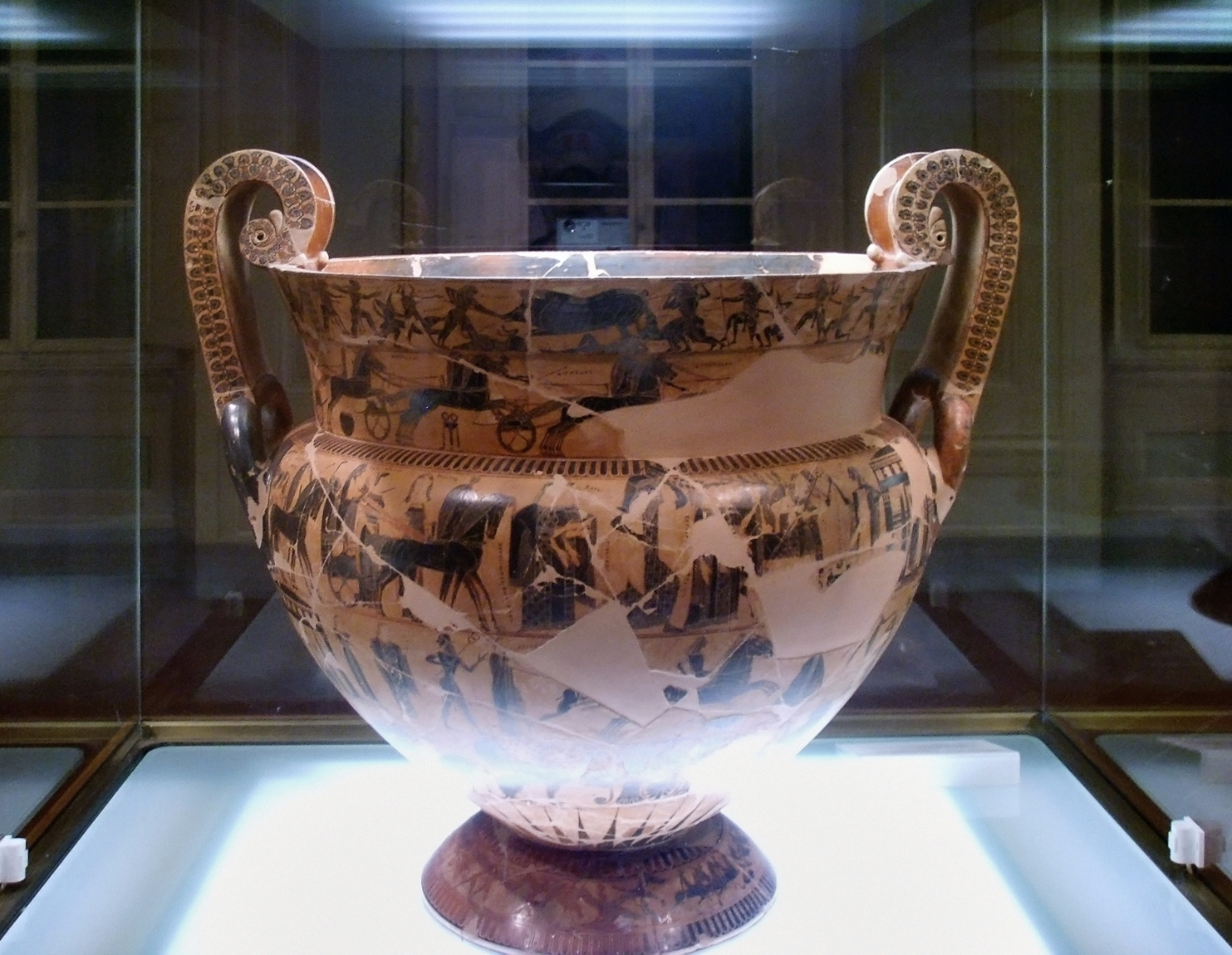
Il celebre Vaso François realizzato da Ergotimo in collaborazione col pittore Clizia.

Questi operò frequentemente in collaborazione col pittore Clizia: questa informazione ci perviene dal fatto che il suo nome ci perviene attraverso alcune opere firmate da entrambi, tra le quali il celebre Vaso François, alcuni frammenti rinvenuti a Naucratide e una coppa rinvenuta a Gordio. Quest'ultimo, in particolare, è conservato allo Staatliche Museen (Berlino V.I. 4604) e riporta l'iscrizione «ΕΡΓΟΤ[ΙΜΟΣ ΜΕΠΟΙ]ΕΣΕΝ» su un lato e «[ΚΛΙΤ]ΙΑΣ ΜΕΓΡΑΦΣΕΝ» sull'altro (in greco antico: Ergotimo mi fece - Kleitias mi dipinse?). Per quanto riguarda la sua fabbrica, essa rimase ragguardevole anche dopo la sua morte.
La fabbrica sembra essersi mantenuta fiorente anche dopo di lui, poiché conosciamo vasi firmati da Euchiro, che si definisce il figlio di Ergotimo e quindi il suo successore. L'attività di Ergotimo risale al periodo compreso tra il 570 e il 540 a.C..